# Raphia peusteria
Raphia peusteria är en fjärilsart som beskrevs av Rudolf Püngeler 1907. Raphia peusteria ingår i släktet Raphia och familjen nattflyn. Inga underarter finns listade.